# Лівий Малий Сернур
Лівий Малий Серну́р (рос. Левый Малый Сернур, марій. Кугу Илешъял) — присілок у складі Сернурського району Марій Ел, Росія. Входить до складу Сердезького сільського поселення.

## Населення
Населення — 24 особи (2010; 25 у 2002).
Національний склад (станом на 2002 рік):
- марі — 56 %
- марійці — 44 %